# はましお (潜水艦)
はましお（ローマ字：JS Hamashio, SS-578、TSS-3604）は、海上自衛隊の潜水艦。ゆうしお型潜水艦の6番艦。艦名は浜の潮に由来する。

## 艦歴
「はましお」は、昭和56年度計画2,200トン型潜水艦8093号艦として、川崎重工業神戸工場で1982年4月8日に起工され、1984年2月1日に進水、1985年3月5日に就役し、第2潜水隊群直轄艦として編入され横須賀に配備された。
1985年3月27日、「なだしお」とともに第2潜水隊に編入、第2潜水隊は同日付けで第2潜水隊群隷下に編成替え。
1987年9月10日から12月11日までの間、ハワイ派遣訓練に参加。
1994年4月7日午前8時30分頃､横須賀基地内で充電作業中､機関室配電盤から出火､1名が火傷､数名がガスを吸引する事故を起こす。約10分間で鎮火された。
2000年3月9日、第2潜水隊群第6潜水隊（横須賀）に編入。
2003年3月4日、練習潜水艦に種別変更され、艦籍番号がTSS-3604に変更、潜水艦隊直轄第1練習潜水隊に編入され、定係港が呉に転籍。
2006年3月9日、除籍。
2008年1月22日、江田島のスクラップ工場にて解体される。